# Вилхелмина Нидерландска
Вилхелмина Нидерландска (Wilhelmina Helena Pauline Marie van Oranje-Nassau), принцеса на Оранж-Насау, е кралица на Нидерландия от 1890 до 1948 г. и кралица майка (с титлата „принцеса“) от 1948 до 1962 г. Тя управлява Нидерландия повече от 50 години – най-дълго от всички нидерландски монарси. По време на нейното царуване има много превратни точки както в нидерландската, така и в световната история: Първата и Втората световна война, Голямата криза от 1933 г., както и залезът на Нидерландия като важна колониална империя. Тя е известна предимно с ролята си във Втората световна война, в която е важен вдъхновител на нидерландската съпротива, както и знаменит предводител на нидерландското правителство в изгнание.

## Ранни години
Вилхелмина е родена на 31 август 1880 г. в замъка Сусдейк в Хага, Нидерландия. Тя е единственото дете на крал Вилхелм III и втората му съпруга Ема ван Валдек-Пирмонт. Крал Вилхелм има трима сина от първата си съпруга, но от тях единствено бездетният принц Александър е жив. Той умира, когато Вилхелмина е на десет години, и тя остава пряк наследник на нидерландския престол, единствен продължител на династията Оранж-Насау, която има 400-годишна история. Отменен е салическият закон, който не позволява жени да наследяват престола.
Когато Вилхелм III умира на 23 ноември 1890 г., принцеса Вилхелмина става първата кралица на Нидерландия, но тъй като е само на 10 години, майка ѝ е обявена за регент. Вилхелмина получава образованието си от частни учители. През 1895 г. посещава кралица Виктория, която пише за нея в дневника си: „Младата кралица... все още носи косата си пусната свободно. Тя е стройна и грациозна и създава впечатление за интелигентно и симпатично момиче. Говори добре английски и умее да бъде очарователна“.

## Брак и семейство
На 7 февруари 1901 г. Вилхелмина се омъжва за херцог Хайнрих Владимир Албрехт Ернст фон Мекленбург-Шверин (* 19 април 1876, Шверин; † 3 юли 1934, Хага), (от 6 февруари 1901 г. принц Хендрик). Бракът им е определян като не особено щастлив. През първите години Вилхелмина има три неуспешни бременности, което поставя под въпрос наследството на нидерландския престол. На 30 април 1909 г. се ражда дъщеря им Юлиана, която впоследствие наследява майка си.

## Управление
Вилхелмина се възкачва на трона след навършване на пълнолетие през 1898 г. Година по-късно предлага двореца си в Хага за първата международна конференция по въпросите на мира, на която са първи път за формулирани някои от конвенциите, действащи днес, свързани с войната, неутралитета, принципите за арбитраж.
През 1899 г. започва Втората англо-бурска война. В края на 1900 г. кралица Вилхелмина изпраща военен кораб (De Gelderland), за да помогне на Паул Крюгер, победения президент на Трансваал, като го транспортира..
Сред другите въпроси, с които трябва да се справи Вилхелмина през първите години на управлението си, са проблемните отношения с Венецуела във връзка с островите Кюрасао, които са собственост на Нидерландия, както и защитаването на нидерландските търговски интереси в Турция и Китай.

### Първа Световна война
Петнадесет години след възкачването на Вилхелмина на трона избухва Първата световна война. Въпреки че Нидерландия запазва неутралитет, значителните германски инвестиции в нидерландската икономика, както и търговските отношения между двете страни, довеждат до блокиране на Ниделандия от Великобритания като опит да се отслаби Германската империя. Блокадата довежда до недостиг на храна, търговията е в упадък, в страната има наплив на бежанци. Нидерландските кораби са потопявани или завземани от Съюзниците. Страната обаче не е нападната от Германия, след като са преосмислени плановете в тази насока.
След войната Вилхелмина дава убежище на бившия кайзер на Германия Вилхелм II и отклонява исканията на Съюзниците да им бъде предаден.
На конференцията във Версай възниква опасност Нидерландия да бъде принудена да отстъпи на Белгия част от южните си територии, но благодарение на действията на Вилхелмина тази заплаха не се реализира. 

### Между двете световни войни
След войната, въпреки икономическата криза от 30-те години на 20. век, която сериозно засяга страната, Нидерландия постепенно се утвърждава като индустриална сила в световен план с големи международни банки, процъфтяваща търговия и фабрики. Инженери успяват да извоюват от морето значителни територии.
През 1934 година умират съпругът на Вилхелмина принц Хендрик и майка ѝ Ема. Отново възниква въпроса за оцеляването на династията Оранж-Насау, тъй като единствените живи представители са кралицата и неомъжената ѝ дъщеря. Този проблем е разрешен след като през 1937 г. Юлиана сключва брак с германския аристократ Бернхард. Двамата имат четири деца, две от които се раждат преди Втората световна война.

### Втората световна война
На 10 май 1940 Нацистка Германия напада Нидерландия и кралица Вилхелмина и семейството ѝ са евакуирани в Обединеното кралство на борда на кораб (HMS Codrington), изпратен от Джордж VI. Юлиана и дъщерите ѝ отиват в Канада, а Вилхелмина остава в Лондон с принц Бернхард и там поема контрола над нидерландското правителство в изгнание.
Войната променя отношението към нидерландската монархия. Парламентарен контрол върху правителството в изгнание няма. Доверието в избраните политици е разклатено, заради неспособността им да предвидят започването на войната. В същото време кралицата се утвърждава като героична фигура. Решението ѝ да напусне страната предизвиква противоречиви мнения, но обръщенията на Вилхелмина към нидерландския народ по Радио Оранж (Radio Oranje) от Лондон по време на войната променят съществено отношението към кралската династия и когато се завръща в освободените земи след войната, кралицата е възприемана като символ на нидерландската нация.

## Късни години и смърт
Икономическите и политически трудности в Нидерландия след войната допринасят за влошеното здраве на кралицата. През есента на 1947 г. и в началото на 1948 г. здравословното състояние на Вилхелмина я възпрепятства от изпълнение на задълженията ѝ и дъщеря ѝ Юлиана поема временно функциите на регент. През 1948 г. Вилхелмина официално обявява решението си да абдикира в полза на дъщеря си и на 4 септември същата година Юлиана става новата кралица на Нидерландия.
След абдикацията си Вилхелмина възприема обръщението „Нейно кралско височество принцеса Вилхелмина Нидерландска“. Оттегля се в двореца Хет Ло и превръща едното крило в дом за инвалиди от Съпротивата и бежанци от Унгария и Индонезия. Рядко има публични изяви. След големите наводнения в Нидерландия през 1953 г. тя пътува из страната и се среща с пострадалите от бедствията, за да повдигне духа на народа.
През последните години от живота си пише автобиографичната книга „Eenzaam, maar niet alleen“.
Вилхелмина умира на 82-годишна възраст на 28 ноември 1962 г. и е погребана в нидерландската кралска крипта в Нюе Керк (Nieuwe Kerk – Новата църква) в Делфт. По нейно желание погребението е в бяло, макар че това е в несъответствие с протокола.

## Религия, материално състояние и интереси
Вилхелмина Нидерландска изповядва калвинизъм. Силно религиозна е и същевременно толерантна към другите религии.
Тя е сред най-богатите жени в света. С доходи, оценявани на 5 млн. долара годишно, в края на 1930-те тя е определяна като най-богатия монарх в Европа дотогава.
В свободното си време Вилхелмина рисува, кара велосипед.

## Предшественици
| Вилхелмина Нидерландска | Баща: Вилхелм III Нидерландски | Дядо: Вилхелм II Нидерландски                   | Прадядо: Вилхелм I Нидерландски                 |
| Вилхелмина Нидерландска | Баща: Вилхелм III Нидерландски | Дядо: Вилхелм II Нидерландски                   | Прабаба: Вилхелмина Пруска                      |
| Вилхелмина Нидерландска | Баща: Вилхелм III Нидерландски | Баба: Анна Павловна                             | Прадядо: Павел I, император на Русия            |
| Вилхелмина Нидерландска | Баща: Вилхелм III Нидерландски | Баба: Анна Павловна                             | Прабаба: София-Доротея Вюртембургска            |
| Вилхелмина Нидерландска | Майка: Ема ван Валдек-Пирмонт  | Дядо: Георг Виктор, принц на Валдек и Пирмонт   | Прадядо: Максимилиан, принц на Валдек и Пирмонт |
| Вилхелмина Нидерландска | Майка: Ема ван Валдек-Пирмонт  | Дядо: Георг Виктор, принц на Валдек и Пирмонт   | Прабаба: Густава, графиня на Платен-Халермунд   |
| Вилхелмина Нидерландска | Майка: Ема ван Валдек-Пирмонт  | Баба: Принцеса Хелена Вилхелмина Хенриета Насау | Прадядо: Вилхелм, херцог на Насау               |
| Вилхелмина Нидерландска | Майка: Ема ван Валдек-Пирмонт  | Баба: Принцеса Хелена Вилхелмина Хенриета Насау | Прабаба: Полин Вюртемберг                       |